# Тео де Рат
Тео де Рат (афр. Theo de Raadt; Преторија, 19. мај 1968) је софтверски инжењер који тренутно живи у Калгарију, Канада. Оснивач је и вођа OpenBSD и OpenSSH пројеката.
Де Рат је познат по својој бескомпромисности, која је довела до више спорова унутар Open Source заједнице, од којих је најзначајнији његов спор са главним NetBSD развојним тимом програмера, који је био узрок формирања OpenBSD пројекта. Због овога је постао озлоглашен да даје своја мишљења без обзира шта неко о томе мислио и не обазирући се на консеквенсе.